# Årjängs samrealskola
Årjängs samrealskola var en realskola i Årjäng verksam från 1938 till 1965.

## Historia
Skolan inrättades 1935 som en högre folkskola, vilken 1 juli 1938 ombildades till en kommunal mellanskola.  Denna ombildades från 1945 successivt till Årjängs samrealskola.
Realexamen gavs från 1939 till 1965.